# Aspronema dorsivittatum
Espèce
Synonymes
- Mabuia dorsivittata Cope, 1862
- Aspronema dorsivittata (Cope, 1862)
- Euprepes virgatus Peters, 1874
- Mabuya jobertii Thominot, 1884
- Mabuya tetrataenia Boettger, 1885

Aspronema dorsivittatum est une espèce de sauriens de la famille des Scincidae.

## Répartition
Cette espèce se rencontre :
- en Uruguay ;
- au Paraguay ;
- dans le nord de l'Argentine ;
- dans le Sud du Brésil dans les États du Rio Grande do Sul, du Goiás et du Minas Gerais ;
- en Bolivie dans le département de Santa Cruz.

## Description
C'est un saurien vivipare.

## Publication originale
- Cope, 1862 : Catalogues of the Reptiles Obtained during the Explorations of the Parana, Paraguay, Vermejo and Uraguay Rivers, by Capt. Thos. J. Page, U. S. N.; And of Those Procured by Lieut. N. Michler, U. S. Top. Eng., Commander of the Expedition Conducting the Survey of the Atrato River. Proceedings of the Academy of Natural Sciences of Philadelphia, vol. 14, p. 346-359+594 (texte intégral).